# Rejectaria theclalis
Rejectaria theclalis är en fjärilsart som beskrevs av Walker 1858. Rejectaria theclalis ingår i släktet Rejectaria och familjen nattflyn. Inga underarter finns listade.

## Bildgalleri

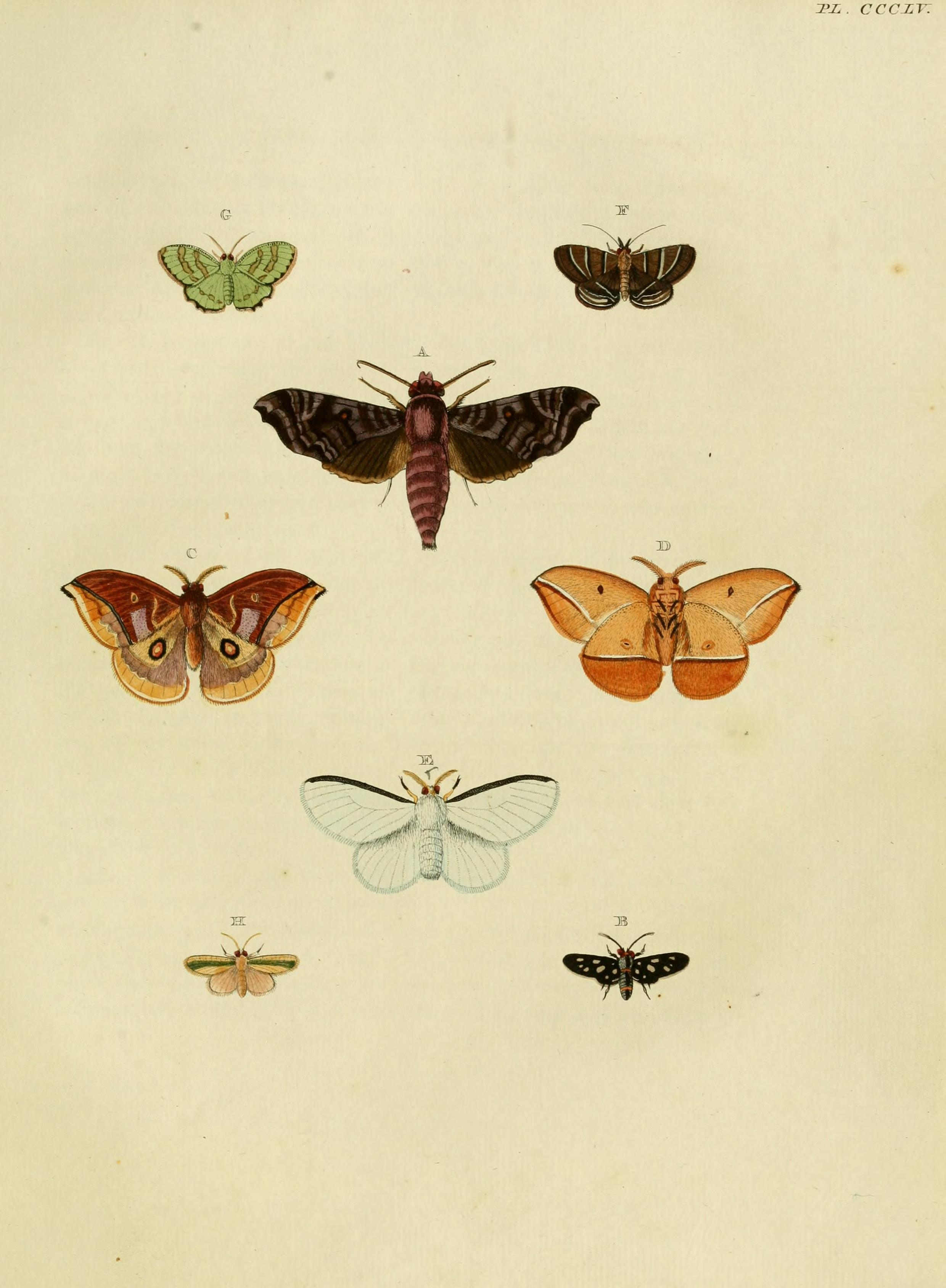